# Hickory Hill (Kentucky)
Hickory Hill es una ciudad ubicada en el condado de Jefferson en el estado estadounidense de Kentucky. En el Censo de 2010 tenía una población de 114 habitantes y una densidad poblacional de 1.692,91 personas por km².

## Geografía
Hickory Hill se encuentra ubicada en las coordenadas 38°17′16″N 85°34′4″O / 38.28778, -85.56778. Según la Oficina del Censo de los Estados Unidos, Hickory Hill tiene una superficie total de 0.07 km², de la cual 0.07 km² corresponden a tierra firme y (0%) 0 km² es agua.

## Demografía
Según el censo de 2010, había 114 personas residiendo en Hickory Hill. La densidad de población era de 1.692,91 hab./km². De los 114 habitantes, Hickory Hill estaba compuesto por el 84.21% blancos, el 9.65% eran afroamericanos, el 0% eran amerindios, el 5.26% eran asiáticos, el 0% eran isleños del Pacífico, el 0.88% eran de otras razas y el 0% pertenecían a dos o más razas. Del total de la población el 0.88% eran hispanos o latinos de cualquier raza.